# Stefaan De Clerck

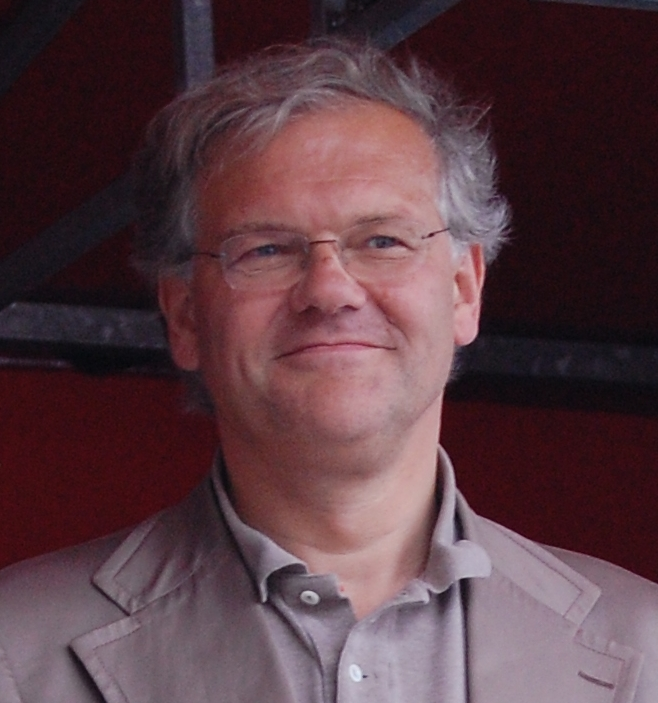
Stefaan De Clerck (2008)

Stefaan Maria Joris Yolanda De Clerck (* 12. Dezember 1951 in Kortrijk) ist ein belgischer Politiker der Partei Christen-Democratisch en Vlaams und war vom 30. Dezember 2008 bis 6. Dezember 2011 Justizminister Belgiens.

## Leben
De Clerck kam als Sohn des christdemokratischen Politikers und Ministers Albert De Clerck in Kortrijk zur Welt. Er studierte Rechtswissenschaften an der Katholieke Universiteit Leuven – sowohl am Campus in Kortrijk, als auch in Löwen – und schloss sein Studium 1975 ab. Anschließend arbeitete er in seiner Heimatstadt als Rechtsanwalt.
1990 wurde er als Abgeordneter in die Belgische Abgeordnetenkammer gewählt. Fünf Jahre später wurde er in der Regierung Dehaene II zum Justizminister ernannt, musste jedoch zurücktreten, nachdem Marc Dutroux am 23. April 1998 die Flucht aus dem Gerichtsgebäude in Neufchâteau gelungen war. De Clerck blieb bis 2001 Abgeordneter und hatte von 1999 bis 2003 den Vorsitz der Partei Christen-Democratisch en Vlaams (bis 1. Oktober 2001: Christelijke Volkspartij (CVP)) inne. Diesen Posten musste er nach der Wahlniederlage der CD&V von 2003 zugunsten Yves Letermes räumen.
Im Jahre 2000 wurde De Clerck in seiner Heimatstadt Kortrijk zum Bürgermeister gewählt und in diesem Amt 2006 für eine weitere Amtszeit von 6 Jahren bestätigt. 2003 wurde er zudem Senator im Belgischen Senat und 2004 als Abgeordneter in das Flämische Parlament gewählt.
Bei den föderalen Wahlen 2007 zog De Clerck erneut als Abgeordneter in die Belgische Abgeordnetenkammer ein und wurde am 30. Dezember 2008 von König Albert II. in der Regierung Van Rompuy als Justizminister vereidigt. Bei der Zusammenstellung der Regierung Leterme II im November 2009 behielt er dieses Ressort bis zur Ablösung dieser Regierung durch das Kabinett Di Rupo.

## Übersicht der politischen Ämter
- 1990–2001: Mitglied der Abgeordnetenkammer (teilweise verhindert)
- 1995–1998: Föderaler Justizminister in der Regierung Dehaene II
- 2001–heute: Bürgermeister von Kortrijk (teilweise verhindert)
- 2003–2004: Senator
- 2004–2007: Mitglied des Flämischen Parlamentes
- 2007–heute: Mitglied der Abgeordnetenkammer (teilweise verhindert)
- 2008–2011: Föderaler Justizminister in den Regierungen Van Rompuy und Leterme II